# Chloroclystis epilopha
Chloroclystis epilopha är en fjärilsart som beskrevs av Turner 1907. Chloroclystis epilopha ingår i släktet Chloroclystis och familjen mätare. Inga underarter finns listade i Catalogue of Life.